# Leopold Koziebrodzki
Leopold Justyn Maksymilian Bolesta-Koziebrodzki (ur. 16 listopada 1855 w Wiedniu, zm. 23 lutego 1939 we Lwowie) – polski dyplomata Austro-Węgier.

## Życiorys
Miał brata Tadeusza (także dyplomatę).
W 1881 podjął pracę w C. K. Ministerstwie Spraw Zagranicznych. W 1882 został bezpłatnym attaché ambasady w Konstantynopolu. Następnie pracował w ambasadach i poselstwach w Paryżu, Kopenhadze, Brukseli i Bukareszcie. W 1891 został kierownikiem poselstwa w Rio de Janeiro. Potem był w ambasadach w Watykanie i w Madrycie. Później został posłem w Tangerze, a w 1909 w Lizbonie. Po raz ostatni był wymieniony w ewidencji urzędniczej w 1910, gdy miał status urlopowanego.
W 1881 otrzymał godność c. k. podkomorzego. W 1913 otrzymał tytuł c. k. tajnego radcy

## Odznaczenia
austro-węgierskie
- Krzyż Wielki Orderu Franciszka Józefa[3]
- Orderu Korony Żelaznej III klasy (1895)[6][3]
- Medal Jubileuszowy Pamiątkowy dla Cywilnych Funkcjonariuszów Państwowych[3]
- Krzyż Jubileuszowy dla Cywilnych Funkcjonariuszów Państwowych[3]

inne odznaczenia
- Order Królewski Korony I klasy (Królestwo Prus)[3]
- Komandor z Gwiazdą Orderu Karola III (Królestwo Hiszpanii)[3]
- Kawaler Orderu Danebroga (Królestwo Danii)[3]
- Kawaler Legii Honorowej (III Republika Francuska)
- Order Medżydów III klasy (Imperium Osmańskie)[3]
- Order Osmana IV klasy (Imperium Osmańskie)[3]
- Order Korony Rumunii IV klasy (Królestwo Rumunii)[3]